# Stazione di Bari Centrale (FAL)
La stazione di Bari Centrale è una stazione ferroviaria di Bari; ed è il capolinea della Bari - Matera (a scartamento ridotto) delle Ferrovie Appulo Lucane.

## Storia
Il 23 febbraio 1904 veniva approvata alla camera la Legge speciale per la Basilicata che prevedeva tra l'altro anche un piano di costruzioni ferroviarie tra cui una ferrovia a scartamento ridotto 950 mm da Grumo per Matera, Ferrandina e Pisticci fino all'innesto con la Sicignano - Lagonegro con eventuale interposizione di terza rotaia tra Bari e Grumo Appula. Il piano costruttivo venne iniziato tuttavia oltre un decennio dopo dalla Mediterranea Calabro Lucane che se ne assicurò la concessione nel 1910 con alcune varianti tra cui l'aggiunta del tracciato iniziale in sede propria da Bari a Grumo attivando il primo tratto Bari-Matera nel 1915 mentre si interruppe definitivamente a Montalbano Jonico privando così la linea dello sbocco a sud. Nel 1932 avvenne l'attivazione dell'ultima tratta tra Miglionico e Montalbano.
La linea svolse un servizio consistente nella parte alta mentre fu sempre modesto nella tratta inferiore in parte a causa della mancanza di collegamento a sud. Dopo il passaggio alla gestione commissariale governativa delle Ferrovie Calabro Lucane dal 1972 venne decurtata del tratto meridionale tra Matera-Ferrandina e Montalbano Jonico, dismesso e trasformato in autoservizio sostitutivo; venne tuttavia annunciata la ricostruzione in nuova sede della tratta Ferrandina-Matera a scartamento normale con collegamento alla Ferrovia Battipaglia-Potenza-Metaponto nella stazione di Ferrandina, i cui lavori a tutt'oggi non sono stati ultimati.

## Strutture e impianti
All'interno si contano 2 binari per il servizio passeggeri muniti di banchine laterali.

## Movimento
La stazione è molto trafficata. Nella stazione fermano tutti i treni, classificati come regionali.